# Jenny B
Giovanna Bersola (Catânia, 20 de julho de 1972), mais conhecida como Jenny B, é uma cantora italiana.

## Biografia
Bersola nasceu em 1972 em Catânia, Sicília, Itália, filha de mãe siciliana e pai senegalês. Nos primeiros anos de sua carreira musical, ela trabalhou principalmente em estúdios. Já atuou como vocalista de apoio de Zucchero Fornaciari e e colaborou com Adriano Celentano e Luciano Ligabue. Jenny B empresta sua voz a várias canções de eurodance, incluindo "The Rhythm of the Night" lançada em 5 de novembro de 1993 pelo projeto Corona. É uma das canções mais famosas do gênero e uma das mais representativas dos anos noventa, alcançou o 11º lugar na parada Billboard Hot 100 dos Estados Unidos, e a primeira na Itália. Uma versão remix da canção alcançou o número dois na tabela do Reino Unido, em setembro de 1994.
Jenny B declarou em uma entrevista que tinha medo do palco na época, preferindo trabalhar apenas em estúdio: "O estúdio era seguro para mim, não havia janelas, só eu e a música. Foi um período em que a dance music e a eurodance eram gêneros muito prolíficos na Europa e na época eu estava morando na Itália, então eu cantava três ou quatro músicas por dia como vocalista". A modelo brasileira Olga Maria de Souza se tornou a vocalista da música na turnês. Os vocais de Jenny B nessa canção foram regravados pelo grupo musical americano Black Eyed Peas e incluídos em sua música "Ritmo (Bad Boys for Life)", tornando-se um novo sucesso comercial internacional. "Ritmo (Bad Boys for Life)" estreou na 100ª posição da Billboard Hot 100, na edição de 30 de novembro de 2019. 
Outras canções de sucesso em que Jenny B canta são "The Summer Is Magic" e "1-2-3! (Train With Me)", de Playahitty, e "You and I", de JK . "The Summer Is Magic" ficou nas 40 primeiras posições da parada de países como Áustria, França, Alemanha, Itália, Países Baixos, Suécia e Suíça, tornando-se um sucesso de verão naquele ano.

## Discografia

### Álbuns
- Come Un Sogno (2000)
- Jenny B in Concert (2007)
- Esta soy yo (2011)

### Singles
- "Wanna Get Your Love" (1993)
- "There's a Bit Goin' On" (1993)
- "Semplice Sai" (2000)
- "Shine into My Life" (com Stefano Gamma) (1999)
- "Toccami l'Anima" (2000)
- "Come Un Sogno" (2000)
- "Anche Tu" (2001)
- "Ode a Celeste" (2011)
- "Canto madrigal" (2011)

### Como vocalista principal
- J.K. - "You Make Me Feel Good" (1992)
- J.K. - "Beat It" (1993)
- Corona - "The Rhythm of the Night" (1993)
- J.K. - "You and I" (1994)
- Nevada - "Take Me to Heaven" (1994)
- Playahitty - "The Summer Is Magic" (1994)
- Libra - "Closer to Me" (1995)
- Playahitty - "1, 2, 3! (Train with Me)" (1995)
- Red Velvet - "Lady Don't Cry" (1995)
- Funky Company - Tendency of Love (album, 1996)
- Funky Company - "Everytime" (1998)
- Gemelli Diversi - "Un attimo ancora" (1998)
- Gemelli Diversi - "Tunaizdanait" (1998)
- Benny Bee - "Waiting for You" (1999)
- S-Sense - "Gonna Get Your Love" (1999)
- Er Piotta - "La Mossa Del Giaguaro" (2000)
- Tofunk - "Alright" (2000)
- Funbeat - "A Part of Me" (2001)
- Simpson Tune - "Bring It Down" (2001)
- The Wikkamen Project - "Down on It" (2001)
- FR - "Love Is the Music" (2002)
- Alan Sorrenti - "Paradiso Beach" (2003)
- J.F.C. - "Meet Me in Paradise" (2003)
- La Perla - "The Difference Between Me & U" (2004)
- Private Show - "The Difference Between Me & You" (2004)
- Massimo Ranieri - "La voce del silenzio" (2006)
- Eric Daniel - "Old sax nu soul" (2006)
- Stylus Robb - "Step Side to Side" (2007)
- Favretto - "First Floor" (2008)
- Favretto - "To the Beat" (2008)
- Marracash - "Solo io e te" (2009)
- Alessandro Magnanini - "Secret Lover"/"Open Up Your Eyes"/"So Long, Goodbye" (2009)
- Culture Beat - "Your Love" (2009)
- Rudeejay & Freaks Jam - "The Rhythm Is Magic" (2011)
- Afa Connection - "Found Love" (2012)
- DJ's Tribute Family - "What's Up?" (2012)
- Ultraclub 90 - "Rhythm of the Night" (2018)